# Zamarła Turnia (Dolina Bolechowicka)

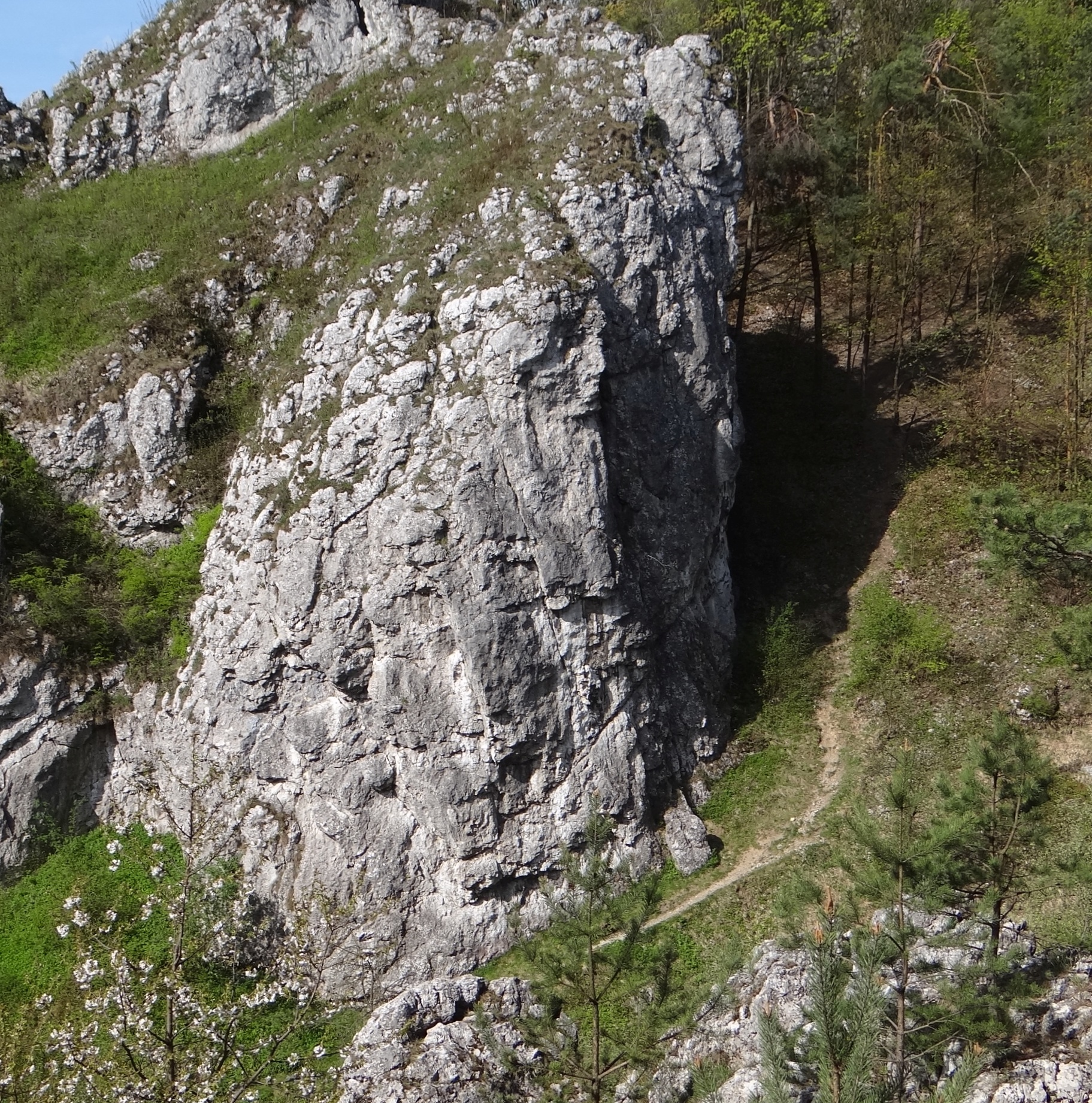
Ściana wschodnia

Zamarła Turnia – skała w prawych zboczach Doliny Bolechowickiej we wsi Karniowice w województwie małopolskim, w powiecie krakowskim, w gminie Zabierzów. Jest to teren Wyżyny Olkuskiej w obrębie Wyżyny Krakowsko-Częstochowskiej. Dolina Bolechowicka, wraz ze znajdującymi się w niej skałami znajduje się w obrębie częściowego Rezerwatu przyrody Wąwóz Bolechowicki, dopuszczalne jest uprawianie w niej wspinaczki skalnej.
Zamarła Turnia znajduje się na terenie otwartym, w odległości około 30 m na północny zachód od Filaru Pokutników tworzącego Bramę Bolechowicką. Jest to wapienna skała o wysokości 18–20 m z zacięciem, kominem i filarem. Na jej wschodniej i północnej, pionowej lub przewieszonej ścianie jest 18 dróg wspinaczkowych o trudności od IV do VI.4 w skali trudności Kurtyki i długości do 20 m. Wszystkie mają zamontowaną asekurację (5–9 ringów, w kominie 1 hak).

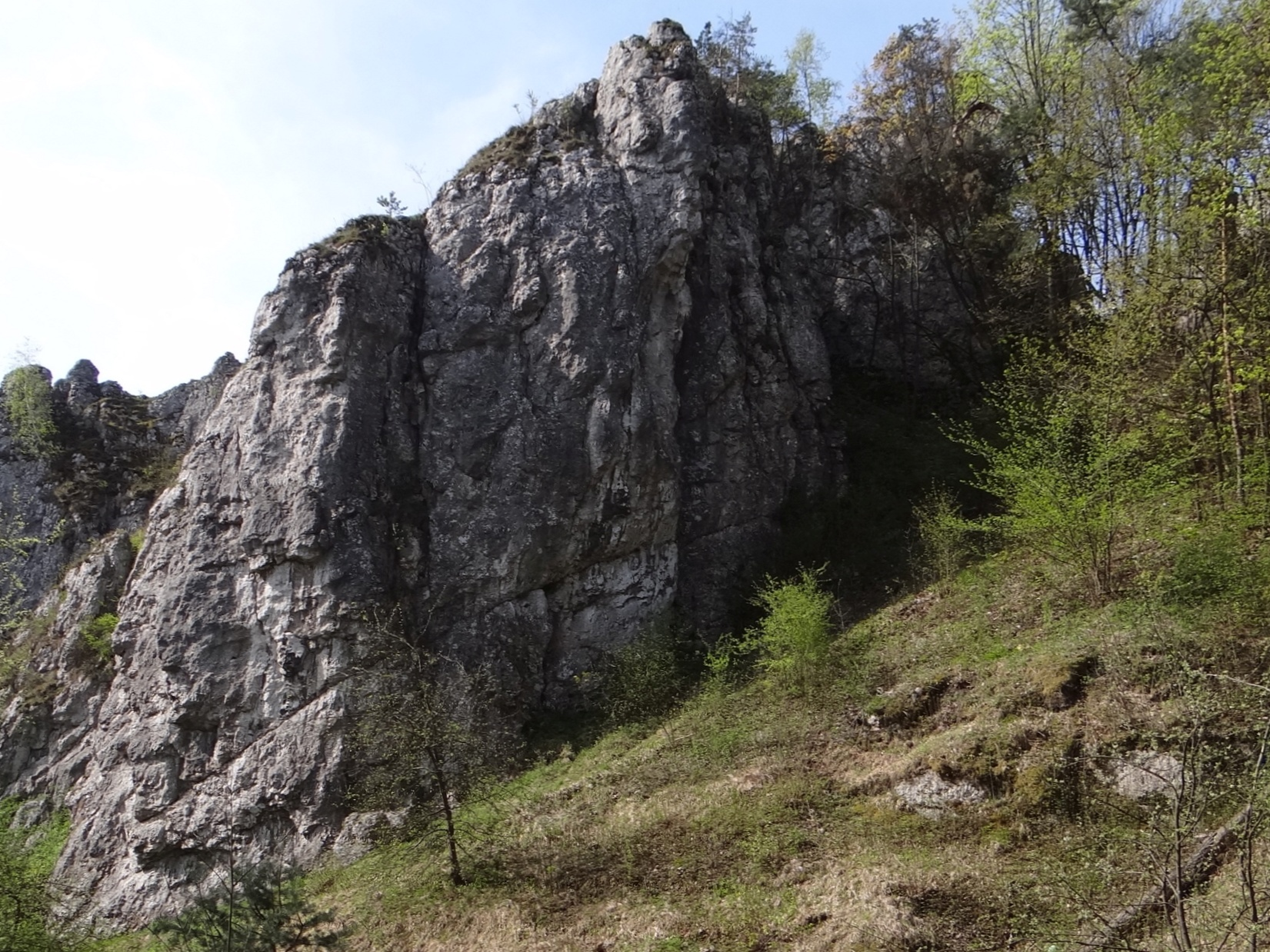
Ściana północna